# Trachylepis brauni
Trachylepis brauni (мабуя Брауна) — вид сцинкоподібних ящірок родини сцинкових (Scincidae). Мешкає в Танзанії і Малаві. Вид названий на честь німецького зоолога Рудольфа Брауна.

## Поширення і екологія
Мабуї Брауна мешкають в горах Лівінгстона на південному заході Танзанії, що є частиною Південного нагір'я, а також на плато Ньїка в Малаві. Вони живуть у високогірних саванах і луках, на висоті від 2100 до 2800 м над рівнем моря.

## Збереження
МСОП класифікує стан збереження цього виду як близький до загрозливого. Trachylepis brauni загрожує знищення природного середовища.